# جوناس رين
جوناس رين هو قسيس ومؤلف وشاعر وسياسي نرويجي، ولد في 30 يناير 1760 في Sunndal Municipality ‏ في النرويج، وتوفي في 21 نوفمبر 1821 في برغن في النرويج. انتخب member of the Norwegian Constitutional Assembly ‏ عن دائرة Bergen ‏ (10 أبريل 1814 – 20 مايو 1814).